# Are You With Me (chanson)
Singles de Lost Frequencies
Tell Me
(6 juin 2014) Reality
(22 mai 2015)
Are You with Me est une chanson du chanteur américain de musique country Easton Corbin sortie en 2012. Elle est remixée par le disc jockey belge Lost Frequencies et sort en single le 21 août 2014 sur le label Armada Music.
Le titre atteignit la 1re place dans 5 hit-parades nationaux, et se classa au total dans plus de 15 pays. Le clip vidéo compte au 1er août 2019 plus de 290 millions de vues.
Pas moins de 18 remixes furent réalisés, dont une nouvelle version de Dash Berlin.

## Liste des titres
| 1. | Are You With Me (Radio Edit)   | 2:32 |
| 2. | Are You With Me (Extended Mix) | 4:47 |

| 1.  | Are You With Me (Kungs Remix)                    | 3:54 |
| 2.  | Are You with Me (Funk D Remix)                   | 4:02 |
| 3.  | Are You with Me (Harold van Lennep Piano Edit)   | 2:56 |
| 4.  | Are You with Me (Dash Berlin Remix)              | 4:50 |
| 5.  | Are You with Me (DIMARO Remix)                   | 4:22 |
| 6.  | Are You with Me (Pretty Pink Remix)              | 7:01 |
| 7.  | Are You with Me (Gianni Kosta Remix)             | 4:40 |
| 8.  | Are You with Me (DJ Fresh Remix)                 | 4:39 |
| 9.  | Are You with Me (Calvo Remix) – 4:36             | 4:36 |
| 10. | Are You with Me (Tom Budin Remix)                | 4:05 |
| 11. | Are You with Me (Mandel and Forbes Sunset Remix) | 7:32 |
| 12. | Are You with Me (Glover Remix)                   | 4:31 |
| 13. | Are You with Me (Monarchs Remix)                 | 3:55 |
| 14. | Are You with Me" (Freejak Remix)                 | 4:59 |
| 15. | Are You with Me ('86 Club Mix)                   | 5:41 |
| 16. | Are You with Me (Gestort Aber Geil Remix)        | 5:16 |
| 17. | Are You with Me (DBN Remix)                      | 5:16 |
| 18. | Are You with Me (Cropper Remix)                  | 6:19 |

## Classements
| Classement                              | Meilleure position |
| --------------------------------------- | ------------------ |
| Allemagne (Media Control AG)            | 1                  |
| Australie (ARIA)                        | 1                  |
| Autriche (Ö3 Austria Top 40)            | 1                  |
| Belgique (Flandre Ultratop 50 Singles)  | 1                  |
| Belgique (Wallonie Ultratop 50 Singles) | 2                  |
| Danemark (Tracklisten)                  | 4                  |
| Espagne (PROMUSICAE)                    | 2                  |
| Finlande (Suomen virallinen lista)      | 3                  |
| France (SNEP)                           | 4                  |
| Italie (FIMI)                           | 13                 |
| Norvège (VG-lista)                      | 4                  |
| Nouvelle-Zélande (RMNZ)                 | 9                  |
| Pays-Bas (Single Top 100)               | 3                  |
| Tchéquie (IFPI Rádio)                   | 1                  |
| Royaume-Uni (UK Singles Chart)          | 1                  |
| Slovaquie (IFPI Rádio)                  | 2                  |
| Suède (Sverigetopplistan)               | 1                  |
| Suisse (Schweizer Hitparade)            | 1                  |

## Certification
| Région                                                                                                 | Certification | Ventes/Streams |
| --- | ------------- | -------------- |
| Belgique (BEA)                                                                                         | 2 × Platine   | 40 000*        |
| *Ventes selon la certification ^Mise en rayon selon la certification xNon précisé par la certification |               |                |